# Eustaquio Pellicer
Eustaquio Pellicer   (Burgos, 3 de setembre de 1859 - Buenos Aires, 23 de desembre de 1937) va ser un periodista, poeta i humorista espanyol radicat a les ciutats rioplatenses de Montevideo, primer i Buenos Aires, després.

## Biografia
Va realitzar estudis de batxiller a la seva ciutat natal i el 1886 va viatjar cap al Riu de la Plata on va treballar en publicacions com La unió Gallega de Montevideo i El Ferrocarril. A la ciutat uruguaiana de Montevideo va fundar un setmanari humorístic anomenat La Pellicerina i posteriorment, el 1890 va fundar la revista Caras y Caretas. Anys més tard es va radicar a Buenos Aires i a instàncies de Bartolomé Mitre Vedia va fundar en aquesta ciutat la versió argentina de la revista, la qual va tenir una gran gran popularitat. El 1904 va fundar la revista PBT.